# Ali MacGraw
Elizabeth Alice MacGraw (Pound Ridge, New York, 1939. április 1. –) Golden Globe-díjas amerikai színésznő, modell, író és állatjogi aktivista. 
Először az 1969-es Viszlát, Columbus című filmben tűnt fel, mint Brenda Patimkin, amiért megkapta a Golden Globe-díj az év színésznő felfedezettjének járó díjat. 1970-ben szerzett nemzetközi hírnevet a Love Sory-ban Jenny Cavalleriként nyújtott alakításával, amit Oscar-díj jelöléssel és Golden Globe-díj a legjobb női főszereplőnek – filmdráma díjjal jutalmaztak. Ezt követően szerepelt olyan akciófilmekben, mint például A szökés (1972), a Konvoj (1978), romantikus sportdrámában mint a Játékosok (1979), vagy a Mondja meg, mit akarǃ című komédiában 1980-ban. 
Önéletrajzi könyve 1993-ban jelent meg Mozgóképek címmel.

## Fiatalkora és családja
1939. április 1-jén született a New York állambeli Pound Ridge városában. Szülei, Frances és Richard MacGraw a reklámszakmában dolgoztak, egy testvére van, Dick. Apai ágon skót származású, míg anyja nagyszülei budapesti zsidók voltak. Ezt anyja sohasem árulta el apjának, mint MacGraw később elmondta, apja elég bigott felfogású volt.
Édesanyja Párizsban tanított mielőtt a Greenwich Villagera költözött volna. Házasságakor már 40. életévében járt. MacGraw apját erőszakos, elnyomó természetűnek írta le.

## Filmes karrierje
Az 1960-as évek elején hat évet dolgozott a Harper Bazaar magazinnak modellként, de a Vogue magazinban is jelentek meg képei illetve lakberendezőként is közreműködött.
Színészi karrierjét televíziós reklámokban kezdte, majd első nagyobb filmes szerepe az 1969-es Viszlát, Colombus Brenda Patimkinje volt. A nemzetközi elismertséget a Love Story-ban nyújtott alakítása hozta meg számára. A Ryan O’Neal oldalán a rákban szenvedő Jennifer Cavalleri megformálásáért Oscar-díjra jelölték és Golden Globe-díjat kapott. A film mind a mai napig az egyik legnagyobb bevételt hozó mű az amerikai filmtörténelemben, egyben az egyik legjobbnak tartott romantikus filmdráma. 1972-ben, mindössze három film után csillagot kapott a Grauman Kínai Színházban. Ebben az évben Steve McQuee oldalán tűnt fel A szökésben. Ötéves szünet után, 1978-ban a Konvojban tért vissza, később szerepelt a Játékosokban és a Csak mondja meg, mit akarǃ-ban, Sidney Lumet rendezése mellett.
1983-ban szerepelt a nagy sikerű A Winds of War televíziós sorozatban, majd 1984-ben szerepet vállalt a Dinasztia című szappanoperában, mint Lady Ashley Mitchell, bár egy 2011-es interjúban elismerte, hogy csak a pénz miatt vállalta a szerepet. 14 epizódban tűnt fel, majd karakterét meggyilkolták egy 1985-ös részben.
2006-ban fellépett a New York-i Broadway-n a Festen című film adaptációjában. 2006-ban a Love Letters című Pulitzer-díjas drámában újra együtt játszott Ryan O’Neallel.
1991-ben a The People magazin beválasztotta az "50 legszebb ember" közé a világon. 2008-ban a GQ magazin Minden idők 25 legszexibb színésznője közé választotta.
Az 50-es évek vége óta hatha jóga hívő, Erich Schiffmann jóga mesterrel együtt készített egy videót Ali MacGraw az elme és a test jógája címmel. A videó besteller lett és évtizedek óta rendkívül népszerű, 2007 júniusában a Vanity Fair folyóirat úgy írt erről, hogy MacGraw a jóga egyik legnagyobb hatású népszerűsítője volt az Egyesült államokban.
MacGraw a Trump Model Managementet képviseli.

## Állatjóléti aktivistaként
2006 júliusában MacGraw a PETA állatvédő szervezet felkérésére szerepelt egy kisfilmben, amelyben arra figyelmeztette a lakosokat, hogy erdőtűz esetén a háziállataik életét is ugyanúgy védjék, 2008-ban pedig ő írta a Pawprints Katrina című könyv előszavát. A könyv a Best Friends Animal Society nonprofit állatvédő szervezet megbízásából készült Cathy Scott tollából, Clay Myers fotóival illusztrálva. Az állati jogok szószólójaként megkapta az Állatvédők Humán Oktatási Díját Új-Mexikóban.

## Magánélete
MacGraw egy interjúban elismerte, hogy korai húszas éveiben abortusza volt, egy olyan korban amikor az eljárás még jogellenes volt. A főiskola után, 1961-ben hozzáment Robin Hoen bankárhoz, de házasságuk egy egy év után véget ért, majd nyolc évvel később Robert Evans producer felesége lett, fiuk, Josh Evans színész, producer és forgatókönyvíró 1971-ben született.
A színésznő azonban beleszeretett Steve McQueenbe, akivel A szökés című filmben forgattak együtt, majd miután elvált, hozzá is ment a férfihoz, ám öt év után harmadik házassága is válással végződött. Ma egyedül él Los Angelesben.
Mozgóképek című önéletrajzi könyvében alkoholizmusáról és szexuális függőségéről is írt. Mikor Robert Evans 2002-ben csillagot kapott a Hollywood Walk of Fame-en, ő is elkísérte volt férjét. Unokájuk, Jackson 2010-ben született.

## Filmográfia

### Film
| Év   | Magyar cím              | Eredeti cím                | Szerep             | Magyar hang   |
| ---- | ----------------------- | -------------------------- | ------------------ | ------------- |
| 1968 |                         | A Lovely Way to Die        | Melody             |               |
| 1969 | Viszlát, Columbus       | Goodbye, Columbus          | Brenda Patimkin    |               |
| 1970 | Love Story              | Love Story                 | Jennifer Cavalleri | Kiss Erika    |
| 1972 | A szökés                | The Getaway                | Carol McCoy        | Györgyi Anna  |
| 1972 | A szökés                | The Getaway                | Carol McCoy        | Horváth Lili  |
| 1978 | Konvoj                  | Convoy                     | Melissa            | Andai Györgyi |
| 1979 | Játékosok               | Players                    | Nicole Boucher     |               |
| 1980 | Amit szemed, szád kíván | Just Tell Me What You Want | Bones Burton       |               |
| 1985 |                         | Murder Elite               | Diane Baker        |               |
| 1994 | Bangkok árnyai          | Natural Causes             | Fran Jakes         |               |
| 1997 | Néma forgatókönyv       | Glam                       | Lynn Travers       |               |
| 1999 |                         | Get Bruce (dokumentumfilm) | önmaga             |               |

### Televízió
| Év   | Magyar cím                       | Eredeti cím                                   | Szerep               | Megjegyzések                               |
| ---- | -------------------------------- | --------------------------------------------- | -------------------- | ------------------------------------------ |
| 1983 | Forrongó világ                   | The Winds of War                              | Natalie Jastrow      | minisorozat (7 epizód)                     |
| 1983 |                                  | China Rose                                    | Rose                 | tévéfilm                                   |
| 1985 | Dinasztia                        | Dynasty                                       | Lady Ashley Mitchell | 14 epizód                                  |
| 1992 | A tenger fogságában              | Survive the Savage Sea                        | Claire Carpenter     | - tévéfilm - magyar hangja: - Andresz Kati |
| 1993 | Vadnyugati történet – Nehéz úton | Gunsmoke IV: The Long Ride                    | Uncle Jane Merkel    |                                            |
| 2002 |                                  | The Trail of the Painted Ponies               | narrátor             | dokumentumfilm                             |
| 2005 |                                  | Passion & Poetry: The Ballad of Sam Peckinpah | önmaga               | dokumentumfilm                             |
| 2007 |                                  | Do You Sleep in the Nude?                     | önmaga               | dokumentumfilm                             |
| 2009 |                                  | Split Estate                                  | narrátor             | dokumentumfilm                             |
| 2010 |                                  | Landscapes of Enchantment                     | narrátor             | dokumentumfilm                             |
| 2012 |                                  | Valles Caldera: The Science                   | narrátor             | dokumentumfilm                             |

## Fontosabb díjak és jelölések
| Jelölt mű                | Díj                    | Kategória                             | Év   | Eredmény |
| ------------------------ | ---------------------- | ------------------------------------- | ---- | -------- |
| Viszlát, Columbus (1969) | BAFTA-díj              | Legjobb elsőfilmes főszereplő         | 1970 | Jelölve  |
| Viszlát, Columbus (1969) | Golden Globe-díj       | Az év színésznő felfedezettje         | 1970 | Elnyerte |
| Love Story (1970)        | Oscar-díj              | Legjobb női főszereplő                | 1971 | Jelölve  |
| Love Story (1970)        | Golden Globe-díj       | Legjobb női főszereplő (filmdráma)    | 1971 | Elnyerte |
| Love Story (1970)        | David di Donatello-díj | Legjobb külföldi színésznő            | 1971 | Elnyerte |
| –                        | Golden Globe-díj       | Henrietta-díj a filmvilág kedvencének | 1972 | Elnyerte |